# Miles Coverdale
Miles Coverdale, född cirka 1488, död 1569, var en engelsk augustinermunk, översättare och senare evangelisk predikant.
Han arbetade med bibelöversättningar och utgav 1535 den första fullständiga engelska bibelöversättningen, tillägnad Henrik VIII. Han ledde även från 1539 utarbetandet av den så kallade Great bible, och översatte den första engelska evangeliska sångboken. 1551 blev han biskop av Exeter. Han finns representerad i de svenska psalmböckerna med en tonsättning från 1558 av en psalm, O Jesus Krist, du nådens brunn (1695 nr 221, 1986 nr 546). Coverdale levde efter reformationen periodvis i exil i Tyskland.